# Contre-la-montre masculin des juniors aux championnats du monde de cyclisme sur route 2017
Navigation
2016 2018
Le contre-la-montre masculin des juniors aux championnats du monde de cyclisme sur route 2017 a lieu sur 21,1 kilomètres le 19 septembre 2017 à Bergen, en Norvège.

## Système de qualification
Selon le système de qualification fixé par le comité directeur de l'Union cycliste internationale, « chaque nation bénéficie de 2 partants. [...] Le champion du monde, le champion olympique et les champions continentaux en titre peuvent participer en sus [de ce quota]. »

## Classement
| Rang                      | Coureur                   | Pays             | Temps         |
| ------------------------- | ------------------------- | ---------------- | ------------- |
| Médaille d'or, monde      | Thomas Pidcock            | Royaume-Uni      | 28 min 2 s 15 |
| Médaille d'argent, monde  | Antonio Puppio            | Italie           | + 12 s        |
| Médaille de bronze, monde | Filip Maciejuk            | Pologne          | + 13 s        |
| 4                         | Juri Hollmann             | Allemagne        | + 21 s        |
| 5                         | Igor Chzhan               | Kazakhstan       | + 23 s        |
| 6                         | Julius Johansen           | Danemark         | + 27 s        |
| 7                         | Daan Hoole                | Pays-Bas         | + 30 s        |
| 8                         | Andreas Leknessund        | Norvège          | + 32 s        |
| 9                         | Nik Čemažar               | Slovénie         | + 35 s        |
| 10                        | Sebastian Berwick         | Australie        | + 36 s        |
| 11                        | Vojtěch Sedláček          | Tchéquie         | + 37 s        |
| 12                        | Thymen Arensman           | Pays-Bas         | + 40 s        |
| 13                        | Leon Heinschke            | Allemagne        | + 40 s        |
| 14                        | Johan Price-Pejtersen     | Danemark         | + 41 s        |
| 15                        | Ilan Van Wilder           | Belgique         | + 46 s        |
| 16                        | Richard Holec             | Tchéquie         | + 47 s        |
| 17                        | Mitchell Wright           | Australie        | + 48 s        |
| 18                        | Søren Wærenskjold         | Norvège          | + 55 s        |
| 19                        | Fred Wright               | Royaume-Uni      | + 57 s        |
| 20                        | Shoi Matsuda              | Japon            | + 58 s        |
| 21                        | Sébastien Grignard        | Belgique         | + 58 s        |
| 22                        | Mauro Schmid              | Suisse           | + 1 min 7 s   |
| 23                        | Veljko Stojnić            | Serbie           | + 1 min 8 s   |
| 24                        | Kendrick Boots            | États-Unis       | + 1 min 13 s  |
| 25                        | Gleb Brussenskiy          | Kazakhstan       | + 1 min 15 s  |
| 26                        | Oscar Elworthy            | Nouvelle-Zélande | + 1 min 20 s  |
| 27                        | Tobias Bayer              | Autriche         | + 1 min 28 s  |
| 28                        | Charles-Étienne Chrétien  | Canada           | + 1 min 31 s  |
| 29                        | Dzianis Mazur             | Biélorussie      | + 1 min 31 s  |
| 30                        | Xeno Young                | Irlande          | + 1 min 34 s  |
| 31                        | Damian Papierski          | Pologne          | + 1 min 37 s  |
| 32                        | Yevgeniy Fedorov          | Kazakhstan       | + 1 min 38 s  |
| 33                        | Samuele Manfredi          | Italie           | + 1 min 41 s  |
| 34                        | Riley Sheehan             | États-Unis       | + 1 min 41 s  |
| 35                        | Ben Hamilton              | Nouvelle-Zélande | + 1 min 44 s  |
| 36                        | Nikita Martynov           | Russie           | + 1 min 46 s  |
| 37                        | Florentin Lecamus-Lambert | France           | + 1 min 48 s  |
| 38                        | Mario Gamper              | Autriche         | + 1 min 51 s  |
| 39                        | Guillermo García          | Espagne          | + 1 min 51 s  |
| 40                        | Valère Thiébaud           | Suisse           | + 1 min 51 s  |
| 41                        | Daniil Nikulin            | Ukraine          | + 1 min 51 s  |
| 42                        | Romas Zubrickas           | Lituanie         | + 1 min 52 s  |
| 43                        | Luka Sagadin              | Slovénie         | + 1 min 52 s  |
| 44                        | Víctor Ocampo             | Colombie         | + 1 min 55 s  |
| 45                        | Ben Walsh                 | Irlande          | + 1 min 56 s  |
| 46                        | Kristers Ansons           | Lettonie         | + 1 min 59 s  |
| 47                        | Olav Hjemsaeter           | Norvège          | + 2 min 4 s   |
| 48                        | Jason Oosthuizen          | Afrique du Sud   | + 2 min 7 s   |
| 49                        | Alexis Renard             | France           | + 2 min 9 s   |
| 50                        | Gleb Kugaevski            | Russie           | + 2 min 9 s   |
| 51                        | Hamza Mansouri            | Algérie          | + 2 min 10 s  |
| 52                        | Linus Kvist               | Suède            | + 2 min 26 s  |
| 53                        | Kaden Hopkins             | Bermudes         | + 2 min 27 s  |
| 54                        | Arthur Kluckers           | Luxembourg       | + 2 min 29 s  |
| 55                        | Daniil Turuk              | Biélorussie      | + 2 min 39 s  |
| 56                        | Thanakhan Chaiyasombat    | Thaïlande        | + 2 min 46 s  |
| 57                        | Matthew Oliveira          | Bermudes         | + 2 min 52 s  |
| 58                        | Christoffer Wall          | Suède            | + 2 min 54 s  |
| 59                        | José Eduardo Autrán       | Chili            | + 2 min 58 s  |
| 60                        | Kęstutis Vaitaitis        | Lituanie         | + 2 min 58 s  |
| 61                        | Valentin Vasiloiu         | Roumanie         | + 2 min 59 s  |
| 62                        | Graydon Staples           | Canada           | + 3 min 1 s   |
| 63                        | Ivan Orlov                | Azerbaïdjan      | + 3 min 10 s  |
| 64                        | Fernando Islas            | Mexique          | + 3 min 20 s  |
| 65                        | Dylan Redy                | Maurice          | + 3 min 30 s  |
| 66                        | Ryan Terry                | Afrique du Sud   | + 3 min 43 s  |
| 67                        | Alaeddine Cherhabil       | Algérie          | + 3 min 44 s  |
| 68                        | Aziz Melki                | Tunisie          | + 3 min 46 s  |
| 69                        | Abdellah Loukili          | Maroc            | + 3 min 46 s  |
| 70                        | Kiflom Gebreselassie      | Éthiopie         | + 3 min 46 s  |
| 71                        | Charl du Plooy            | Namibie          | + 4 min       |
| 72                        | Aymen Merdj               | Algérie          | + 4 min 11 s  |
| 73                        | Mohammed Medrazi          | Maroc            | + 4 min 14 s  |
| 74                        | Mohamed Rayes             | Syrie            | + 4 min 16 s  |
| 75                        | Schalk van der Merwe      | Namibie          | + 4 min 17 s  |
| 76                        | Mikayil Safarli           | Azerbaïdjan      | + 5 min 18 s  |
| 77                        | Stephen Belle             | Seychelles       | + 5 min 44 s  |
| 78                        | Wachirawit Saenkhamwong   | Thaïlande        | + 6 min 19 s  |